# Simning vid världsmästerskapen i simsport 2022 – Herrarnas 400 meter medley
Herrarnas 400 meter medley vid världsmästerskapen i simsport 2022 avgjordes den 18 juni 2022 i Donau Arena i Budapest i Ungern.
Franska Léon Marchand tog guld och satte ett nytt mästerskapsrekord samt europeiskt rekord på tiden 4.04,28. Det var även den näst snabbaste tiden genom tiderna på 400 meter medley. Silvret togs av amerikanska Carson Foster som blev den åtta snabbaste simmaren genom tiderna på 400 meter medley (totalt 11:e bästa tiden) på tiden 4.06,56. Bronset togs av Fosters landsman Chase Kalisz på tiden 4.07,47.

## Rekord
Inför tävlingens start fanns följande världs- och mästerskapsrekord:
|                   | Namn           | Nation | Tid     | Ort              | Datum           |
| ----------------- | -------------- | ------ | ------- | ---------------- | --------------- |
| Världsrekord      | Michael Phelps | USA    | 4.03,84 | Peking, Kina     | 10 augusti 2008 |
| Mästerskapsrekord | Chase Kalisz   | USA    | 4.05,90 | Budapest, Ungern | 30 juli 2017    |

Följande rekord slogs under tävlingen.
| Datum   | Omgång | Namn          | Nation    | Tid     | Rekord |
| ------- | ------ | ------------- | --------- | ------- | ------ |
| 18 juni | Final  | Léon Marchand | Frankrike | 4.04,28 | 0MR0   |

## Resultat

### Försöksheat
Försöksheaten startade klockan 10:54.
| Placering | Heat | Bana | Namn                 | Nationalitet   | Tid     | Noteringar |
| --------- | ---- | ---- | -------------------- | -------------- | ------- | ---------- |
| 1         | 3    | 3    | Léon Marchand        | Frankrike      | 4.09,09 | 0Q0        |
| 2         | 3    | 5    | Carson Foster        | USA            | 4.09,60 | 0Q0        |
| 3         | 3    | 4    | Chase Kalisz         | USA            | 4.10,32 | 0Q0        |
| 4         | 4    | 4    | Daiya Seto           | Japan          | 4.10,51 | 0Q0        |
| 5         | 3    | 7    | Balázs Holló         | Ungern         | 4.10,87 | 0Q0        |
| 6         | 4    | 2    | Tomoru Honda         | Japan          | 4.12,24 | 0Q0        |
| 7         | 4    | 3    | Lewis Clareburt      | Nya Zeeland    | 4.12,39 | 0Q0        |
| 8         | 4    | 5    | Brendon Smith        | Australien     | 4.12,50 | 0Q0        |
| 9         | 4    | 6    | Alberto Razzetti     | Italien        | 4.13,72 |            |
| 10        | 4    | 7    | Brodie Williams      | Storbritannien | 4.13,89 |            |
| 11        | 2    | 3    | Matthew Sates        | Sydafrika      | 4.14,81 |            |
| 12        | 4    | 1    | Hubert Kós           | Ungern         | 4.15,44 |            |
| 13        | 3    | 1    | Se-Bom Lee           | Australien     | 4.16,40 |            |
| 14        | 3    | 6    | Wang Shun            | Kina           | 4.17,85 |            |
| 14        | 4    | 9    | Collyn Gagne         | Kanada         | 4.17,85 |            |
| 16        | 3    | 0    | Stephan Steverink    | Brasilien      | 4.19,09 |            |
| 17        | 4    | 0    | Emilien Mattenet     | Frankrike      | 4.19,74 |            |
| 18        | 2    | 2    | Héctor Ruvalcaba     | Mexiko         | 4.19,99 |            |
| 19        | 4    | 8    | Liu Zongyu           | Kina           | 4.20,53 |            |
| 20        | 2    | 5    | Richard Nagy         | Slovakien      | 4.20,78 |            |
| 21        | 3    | 9    | Erick Gordillo       | Guatemala      | 4.22,96 |            |
| 22        | 2    | 6    | Ron Polonsky         | Israel         | 4.24,05 |            |
| 23        | 2    | 8    | Munzer Kabbara       | Libanon        | 4.24,23 |            |
| 24        | 3    | 2    | Apostolos Papastamos | Grekland       | 4.26,06 |            |
| 25        | 2    | 4    | Kim Min-seop         | Sydkorea       | 4.28,35 |            |
| 26        | 2    | 7    | Nguyễn Quang Thuấn   | Vietnam        | 4.29,73 |            |
| 27        | 1    | 4    | Matheo Mateos        | Paraguay       | 4.30,20 |            |
| 28        | 2    | 1    | Aflah Fadlan Prawira | Indonesien     | 4.31,15 |            |
| 29        | 1    | 5    | Omar Abouelela       | Qatar          | 4.43,16 |            |
| 30        | 1    | 3    | Mubal Azzam Ibrahim  | Maldiverna     | 5.14,91 |            |
| —         | 3    | 8    | Jérémy Desplanches   | Schweiz        | DNS     | DNS        |

### Final
Finalen startade klockan 19:25.
| Placering | Bana | Namn            | Nationalitet | Tid     | Noteringar |
| --------- | ---- | --------------- | ------------ | ------- | ---------- |
| 1         | 4    | Léon Marchand   | Frankrike    | 4.04,28 | 0MR0, 0AR0 |
| 2         | 5    | Carson Foster   | USA          | 4.06,56 |            |
| 3         | 3    | Chase Kalisz    | USA          | 4.07,47 |            |
| 4         | 1    | Lewis Clareburt | Nya Zeeland  | 4.10,98 |            |
| 5         | 8    | Brendon Smith   | Australien   | 4.11,36 |            |
| 6         | 6    | Daiya Seto      | Japan        | 4.11,93 |            |
| 7         | 7    | Tomoru Honda    | Japan        | 4.12,20 |            |
| 8         | 2    | Balázs Holló    | Ungern       | 4.15,17 |            |